# メトロ・ブーミン
メトロ・ブーミン（Metro Boomin、1993年9月16日 - ）は、アメリカ合衆国の音楽プロデューサーである。本名はレランド・ウェイン。2010年代にプロデューサー業を始め、2017年の雑誌『フォーブス』で「世界で最も需要のあるヒットメーカー」と評される。フューチャー、ヤング・サグ、ザ・ウィークエンド、トラヴィス・スコット、ドン・トリヴァー、ドレイク、21サヴェージ、グッチ・メイン、ミーゴス、ビッグ・ショーン、ポスト・マローン、ガンナなどのラップアーティストとコラボレーションしている。
ミズーリ州セントルイスで育ち、2009年の16歳の時に音楽制作を開始する。彼はモアハウス大学に通うため、2011年にアトランタに移住し、そこで活動していたフューチャー、ヤング・サグ、21 Savage、グッチ・メインやミーゴスと広範囲にわたって交流する。初期の作品としてアイラブマコーネンの「Tuesday」(2014年) が知られており、Billboard Hot 100では12位を記録する。他にも代表曲として、フューチャーとドレイクの「Jumpman」(2015年) などが知られている。2016年はミーゴスの「Bad and Boujee」、フューチャーの「Low Life」、21サヴェージとの共作「X」が収録された『Savege Mode』がある。2017年はポスト・マローンの「Congratulations」、コダック・ブラックの「Tunnel Vision」、ビッグ・ショーンの「Bounce Back」、21サヴェージの「Bank Account」がある。
2018年リードアーティストとしての初アルバム、「Not ALL Heroes Wear Capes」と2022年の「Heroes & Villains」はBillboard 200で1位を獲得した。2024年の「We Don't Trust You」と「We Still Don't Trust You」でも同様にBillboard 200で1位を獲得した。Heroes & Villainsの「Creepin'」ではBillboard Hot 100で3位まで到達し、We Don't Trust You の 「Like That」では彼にとって初となるリードパフォーマーとしてBillboard Hot 100の首位を獲得した。さらに、21 Savageと共に2016年に「Savage Mode」、2020年に「Savage Mode II」を発表し、2017年にグッチ・メインと「DropTopWop」、ナヴとの「Perfect Timing」、ビッグショーンとの「Double or Nothing」も手掛けている。

## 生い立ち
メトロ・ブーミンは1993年9月16日にミズーリ州セントルイスに生まれ、パークウェイノースハイスクールに通う。そして4人の兄弟がいる。中学校のバンドでベースを担当し、13歳で最初のビートを作成する。母親がラップトップを買ってきて、音楽制作ソフト FruityLoops を手に入れたことによって作ることができた。高校時代は一日に5つのビートを作る。当初はラッパーになるための制作活動であったが、後にプロデュースに専念する。ツイッターなどのSNSを使い、ネットワークを広げていった。

### 2017年:Perfect Timing,Without Warning,Double or Nothing
2017年6月23日、メトロはクリスチャン・ラッパーのレクレーと1K Phewによる楽曲「Hammer Time」を制作した。2017年7月14日には、メトロと同じくプロデューサー兼ラッパーのNavが共同制作したミックステープ『Perfect Timing』から、リードシングルとして「Perfect Timing (Intro)」と「Call Me」の2曲をリリースした。ミックステープ自体は7月21日にBoominati Worldwide、XO、リパブリック・レコードからリリースされた。この作品にはリル・ウージー・ヴァート、プレイボーイ・カーティ、ミーゴスのオフセット、21サヴェージ、Belly、グッチ・メインらが参加している。
2017年10月31日、メトロと21サヴェージ、オフセットはコラボレーションスタジオアルバム『Without Warning』をサプライズリリースした。同日に、メトロとオフセットによる楽曲「Ric Flair Drip」がリードシングルとして発表された。アルバムにはトラヴィス・スコットやミーゴスのクエイヴォもゲスト参加している。
2017年11月3日、メトロとラッパーのビッグ・ショーンは、21サヴェージをフィーチャーしたシングル「Pull Up n Wreck」をリリースした。この曲はショーンとの共同制作スタジオアルバム『Double or Nothing』のリードシングルである。同アルバムは2017年12月8日に発売され、トラヴィス・スコット、2チェインズ、21サヴェージ、キャッシュ・ドール、ヤング・サグ、スウェイ・リーらが参加している。2018年2月13日には、キャッシュ。ドールをフィーチャーした「So Good」がリードシングルとしてリリースされた。

### 2018年 - 2021年:Not All Heroes Wear CapesandSavage Mode II
2018年1月、メトロは歌手のSZAと共にGapのキャンペーンに出演し、自身で制作したトンプソン・ツインズの「Hold Me Now」のリミックスも披露した。このリミックスはキャンペーンと同日にデジタルプラットフォームでリリースされた。XXLのインタビューで、Gapとのキャンペーンとリミックスについて説明した際、下記のように語った。
| 「 | この曲をリミックスするにあたっては、（原曲の）トラックが方向性をリードすることが重要だった。リズムはよりアップテンポに、彼らのスタイルに合わせて、あのオールドスクールな雰囲気を保った。でもバウンス感を出すために808も入れた。両方の世界をミックスしつつも、オリジナルの本質を失わないようにすることが目的だったんだ。 | 」 |

2018年4月、メトロは自身のInstagramでラップ業界からの「引退」を宣言し、プロフィール欄を「引退したレコードプロデューサー／DJ」に変更した。
しかしその後も、ニッキー・ミナージュの4作目のスタジオアルバム『Queen』や、彼女と同じレーベルに所属するリル・ウェインの12作目のアルバム『Tha Carter V』にプロデューサーとして参加しており、どちらのアルバムもBillboard 200でトップ2にランクインした。
2018年10月26日、アトランタとニューヨークに「行方不明者」としてメトロ・ブーミンの姿を写した複数の屋外広告が登場した。
これは、彼が2015年から制作していた復帰作であり、デビュー・スタジオアルバム『Not All Heroes Wear Capes』のティーザーだったと後に明かされる。
アルバムは同年11月2日にリリースされ、グッチ・メイン、トラヴィス・スコット、21サヴェージ、スウェイ・リー、ガンナ、ヤング・サグ、Wizkid、J・バルヴィン、オフセット、コダック・ブラック、ドレイクといったアーティストが参加している。
『Not All Heroes Wear Capes』はBillboard 200で初登場1位、イギリスの全英アルバムチャートでも16位にランクインした。
2019年2月22日、メトロはオフセットのデビュー・アルバム『Father of 4』を共同プロデュースした。アルバムはは、概ね好意的な評価を受けた。
2019年11月27日、メトロ・ブーミンはIllangelo、Dre Moon、そしてザ・ウィークエンド本人と共に、「Heartless」を共同プロデュースした。ザ・ウィークエンドにとって4曲目のBillboard Hot 100で首位を飾るシングルとなった。この楽曲は、彼の4作目のスタジオアルバム『After Hours』（2020年）のリードシングルとしてリリースされた。メトロはこのアルバムに収録された「Escape from LA」「Faith」「Until I Bleed Out」の3曲の制作にも関わっている。
2020年9月29日、メトロと21サヴェージは、4作目となるコラボプロジェクト『Savage Mode II』を発表した。この作品は、2016年のEP『Savage Mode』の続編となる。
ゲストにはドレイク、ヤング・サグ、Young Nudyが参加している。
同年10月13日には、「Runnin」とドレイクをフィーチャーした「Mr. Right Now」がダブルリードシングルとして発表された。
アルバムは2020年10月2日にリリースされ、Billboard 200で初登場1位を獲得。
これにより、メトロと21サヴェージの両者にとって2作目の全米1位アルバムとなり、しかも両者ともに連続1位記録となった。

### 2022年 - 2023年:Heroes & Villains,Spider-Man: Across the Spider-Verse
2022年11月22日、メトロは自身の2作目となるスタジオアルバムのタイトル『Heroes & Villains』を発表。アルバムは12月2日にリリースされた。11月30日にはアルバムの予告としてショートフィルムが公開された。映像はギブソン・ハザードが監督を務め、メトロのほか、ガンナ、ラキース・スタンフィールド、モーガン・フリーマン、ヤング・サグが出演している。
アルバムは2022年12月2日にリリースされ、ジョン・レジェンド、フューチャー、クリス・ブラウン、ドン・トリヴァー、トラヴィス・スコット、Young Nudy、ザ・ウィークエンド、21サヴェージ、ヤング・サグ、Mustafa、エイサップ・ロッキー、ミーゴスのテイクオフ、そしてガンナといった豪華なゲストが参加した。
リスナーからの評価は高く、多くの人がこれをメトロの最高傑作とみなし、プロダクションや参加アーティストのパフォーマンスを称賛した。
2022年12月13日、脚本家のフィル・ロード&クリス・ミラーによって、Metro Boominが映画『スパイダーマン:アクロス・ザ・スパイダーバース』のサウンドトラック制作に携わっていることが明かされた。サウンドトラックは映画の劇場公開と同日の2023年6月2日にリリースされた。
メトロはサウンドトラックのエグゼクティブ・プロデューサーおよびプレゼンターを務め、全13曲中10曲にクレジットされている。収録曲には、スウェイ・リー、リル・ウェイン、オフセット、エイサップ・ロッキー、Roisee、フューチャー、リル・ウージー・ヴァート、JID、ジェイムス・ブレイク、ナヴ、エイ・ブギー・ウィット・ダ・フーディ、Ei8ht、ドン・トリヴァー、Wizkid、Beam、Toian、コイ・リレイ、21サヴェージ、2チェインズ、ナズなど、数多くのアーティストが参加している。

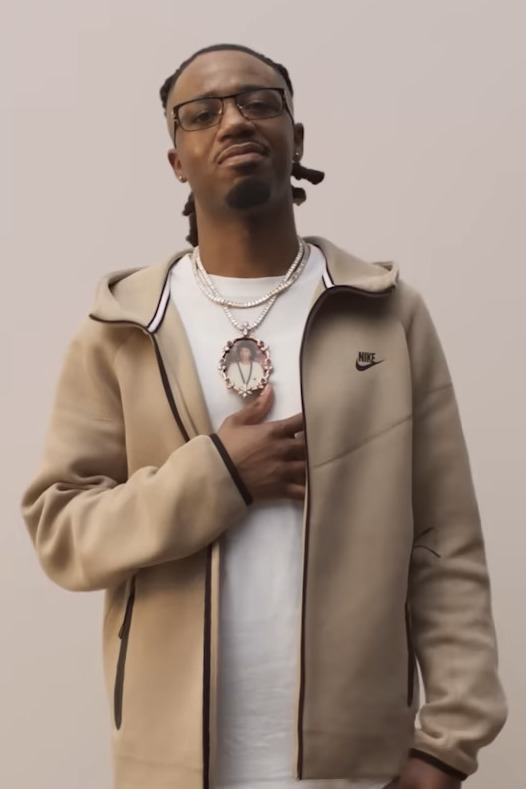
メトロ・ブーミン（2023年）

また、メトロは劇中に登場するスパイダーマンの架空バージョン「メトロ・スパイダーマン」の声も担当している。
メトロは2023年4月、第22回コーチェラ・フェスティバルに出演。 同年6月23日には、ヤング・サグの3作目となるスタジオアルバム『Business Is Business』を共同プロデュースし、エグゼクティブ・プロデューサーも務めた。
さらに、2023年11月には『フォートナイト』チャプター4・シーズンOGのロビーBGMを手がけた。

### 2024年 - 現在: We Don't Trust You , We Still Don't Trust You
2024年3月22日、メトロはフューチャーと共同でスタジオアルバム『We Don't Trust You』をリリースした。アルバムには、ザ・ウィークエンド、トラヴィス・スコット、プレイボーイ・カーティ、ケンドリック・ラマー、リック・ロスらがゲスト参加している。アルバムはアメリカのbillboard 200で首位デビューを果たし、リリース時点で2024年最大の初週売上を記録した。
アルバムからのシングル「Like That（ft. ケンドリック・ラマー）」は、商業的に大きな成功を収め、Billboard Hot 100、Global 200、Hot R&B/Hip-Hop Songsの3チャートで同時に初登場1位を獲得した。楽曲は、フューチャーとケンドリックにとってBillboard Hot 100で3曲目の首位シングルとなり、メトロにとってはアーティストとして初の首位獲得となった。
2024年4月12日、メトロとフューチャーは前作の続編となるアルバム『We Still Don't Trust You』をリリースした。このアルバムには、ザ・ウィークエンド、クリス・ブラウン、ブラウンストーン、タイ・ダラー・サイン、J・コール、リル・ベイビー、エイサップ・ロッキーといったアーティストがゲスト参加している。前作と同様に、本作もアメリカのbillboard200で初登場1位を記録した。
ドレイクとケンドリック・ラマーのビーフの中で、「Push Ups」と「Family Matters」でドレイクからディスられたことに対し、メトロはインストのディストラック「BBL Drizzy」をリリースした。このトラックは歌詞のないビートのみの楽曲ながら、瞬く間にバイラルヒットし、公開から1週間でSoundCloud上で330万回以上の再生数を記録した。

## スタイル

### ビートタグ
2016年初頭、メトロ・ブーミンのビートタグが広く注目された。 彼のタグでもっとも有名なのはフューチャーの曲で用いられる「If Young Metro don't trust you I'm gon' shoot you」で、このタグの起源は、彼がプロデュースしたMurdaの叔父の曲「Right Now」という曲に由来する。このタグは、ドレイクのコラボミックステープ「What a Time to Be Alive」の「Jumpman」で最初に登場した。メトロブーミンは、他にもビートタグをいくつか使用しており、
「Metro Boomin want some more、nigga！」(主にミーゴス 21 Savage　オフセットなどに多い)
「Young Metro! Young Metro! Young Metro!」
「Metro!」
「Ayy Lil Metro on that beat」
「Metro be boomin!」
「This beat is so, so Metro」などがある。

## ディスコグラフィー

### スタジオ・アルバム
- Not All Heroes Wear Capes (2018年)
- Heroes & Villains（2022年）

### コラボレーション・アルバム
- Perfect Timing (with ナヴ) (2017年）
- Without Warning (with 21サヴェージ and オフセット) （2017年）
- Double or Nothing (with ビッグ・ショーン) （2017年）
- Savage Mode II (with 21サヴェージ) （2020年）
- We Don't Trust You (with フューチャー) （2024年）
- We Still Don't Trust You (with フューチャー) （2024年）
- A FUTURISTIC SUMMA（2025年予定）

### EP
- Savage Mode (with 21サヴェージ) （2016年）